# Charles IV d'Alençon
Titre
Héritier du trône de France
1er janvier 1515 – 28 février 1518
(3 ans, 1 mois et 27 jours)
Charles IV d’Alençon, né en 1489 et mort le 11 avril 1525 à Lyon, est un prince du sang de la maison de Valois-Alençon, issue de Charles II d'Alençon, petit-fils du roi Philippe III le Hardi. Il devient premier prince du sang à l'avènement de François Ier (1515) et reste son héritier présomptif jusqu'à la naissance de François de France en 1518, suivi de Henri en 1519.
Premier époux de la sœur du roi, Marguerite de Valois-Angoulême, il meurt sans postérité, dernier représentant de la branche des Valois-Alençon.

## Contexte: la maison capétienne de Valois
La maison de Valois est une branche cadette des Capétiens, issue de Charles de Valois, fils cadet du roi Philippe III et père du roi Philippe VI. Cette dynastie règne sur la France de 1328 à 1589. 
La branche directe s'éteint avec Charles VIII en 1498, la succession passant à la branche d'Orléans (Louis XII), issue de Louis Ier d'Orléans, fils cadet du roi Charles V, puis à la branche d'Angoulême (François Ier et ses descendants jusqu'à Henri III), aussi issue de Louis Ier d'Orléans.
À la mort d'Henri III (1589), la maison de Valois s'éteint et la succession passe à la maison de Bourbon (Henri IV), autre branche cadette des Capétiens, issue d'un fils de Louis IX.

## Biographie

### Origines familiales et enfance
Charles IV d'Alençon est le fils du duc René d'Alençon (1454-1492), aussi comte du Perche, et de Marguerite de Lorraine-Vaudémont (1463-1521).
En 1497, à la mort de son grand-oncle Charles Ier d'Armagnac, il hérite du comté d'Armagnac et du comté de Rodez. 
Sa mère assure sa tutelle jusqu'en 1507.

### Carrière sous le règne de Louis XII (1498-1515)
Il fait sa première campagne en 1507 en Italie sous les ordres de Louis XII, notamment au siège de Gênes. 
Il l'accompagne de nouveau en 1509 et combattit à Agnadel, et participe aux prises de Bergame, de Caravaggio, de Peschiera Borromeo et de Crémone.
Il épouse en 1509 Marguerite d'Angoulême (1492-1549), fille de Charles d’Orléans, comte d'Angoulême, et de Louise de Savoie, sœur de François (1494-1547), alors héritier présomptif de Louis XII.

### Carrière sous le règne de FrançoisIer
Son beau-frère devenu roi en 1515, il repart en Italie et combat à Marignan (1515). 
En 1521, il défend la Champagne contre une expédition de Charles Quint.
En 1525, il est présent à Pavie, un désastre pour l'armée française. Après la capture du roi, il commande l’armée française. 
Éprouvé par la défaite, accusé d’avoir abandonné le roi, il tombe malade et meurt peu après. 
Sa veuve capte l'ensemble de sa succession, au détriment des deux sœurs du duc[réf. nécessaire], Françoise d'Alençon, duchesse de Vendôme, et Anne d'Alençon, marquise de Montferrat.